# Antiféminisme

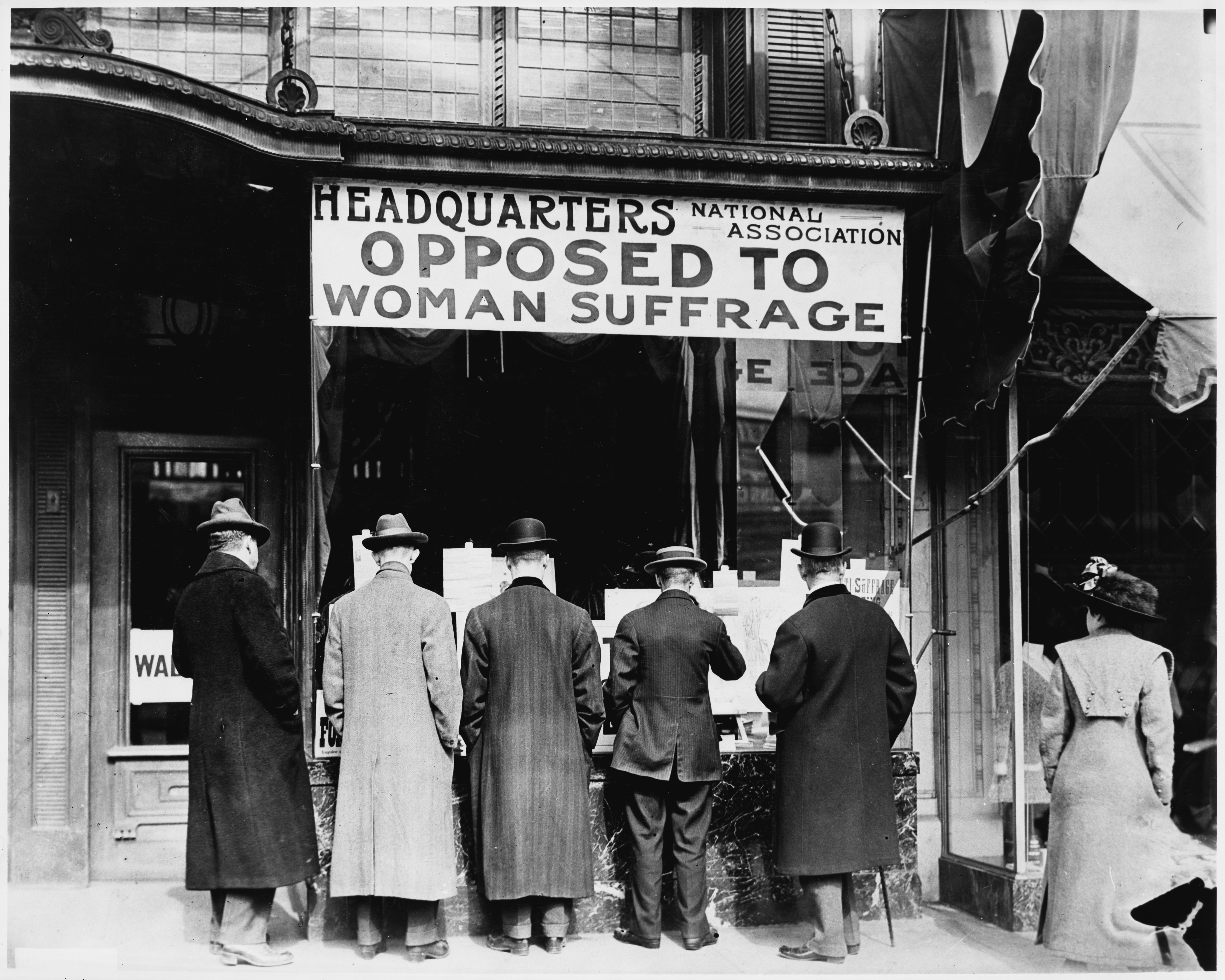
Entrée du siège de l’association opposée au suffrage des femmes en 1905 (États-Unis).

Ne doit pas être confondu avec Anti Feminism.
L'antiféminisme est une idéologie caractérisée par l'opinion que le féminisme serait un mouvement dépassé et néfaste, il s'incarne notamment à travers l'opposition aux mouvements ou aux approches féministes.

## Définitions
Selon Mélissa Blais, sociologue québécoise, « l’antiféminisme est un contre-mouvement qui s’oppose au mouvement féministe et cherche à faire obstacle à l’émancipation des femmes ».
Michael Kimmel, sociologue américain spécialisé en études de genre, définit l'antiféminisme comme « l'opposition à l'égalité des femmes ». Selon lui, les membres de ce mouvement s'opposent à « l'entrée des femmes dans la sphère publique, la réorganisation de la sphère privée, le contrôle des femmes sur leur corps et les droits des femmes en général ». Kimmel écrit en outre que leur argumentation repose sur des « normes religieuses et culturelles » tandis que leurs partisans avancent leur cause comme un moyen de « sauver la masculinité de la pollution et de l'invasion ». Ils considèrent la « division traditionnelle du travail selon le sexe comme naturelle et inévitable, peut-être aussi divinement sanctionnée ».
Selon Marie Devreux et Diane Lamoureux, l'antiféminisme est décrit comme un ensemble de réactions au progrès social en faveur de l’émancipation des femmes, qui s'appuie sur l’idée que les inégalités de genre ont disparu et qu'en conséquence le féminisme contemporain est dépassé et combat des objectifs déjà atteints et crée de nouvelles inégalités à l’encontre des hommes. Il englobe une déclinaison de discours et d'actions dans différents domaines (politique, religieux, culturel, social, etc.).
Mélissa Blais et le politologue Francis Dupuis-Déri écrivent, en 2012, qu'un aspect particulier de l'antiféminisme se développe sous la forme du masculinisme, dont « le discours affirme que les hommes sont en crise à cause de la féminisation de la société (en) ». Ces deux chercheurs déclarent : « il apparaît tout à fait ridicule (et scandaleux) d’affirmer que le féminisme-est-allé-trop-loin [sic] et que les hommes sont aujourd’hui sous le contrôle des féministes en particulier et des femmes en général »[pourquoi ?].
L'antiféminisme est motivé par la croyance que les théories féministes du patriarcat et des désavantages subis par les femmes dans la société sont incorrectes ou exagérées,; ou motivé par une opposition générale aux droits des femmes,,,.
Le terme « antiféministe » est également utilisé pour décrire des figures féminines publiques en raison de leur opposition à certains ou à tous les éléments des mouvements féministes, bien que certaines se définissent elles-mêmes comme féministes. Des écrivaines féministes d'étiquette, telles que Christina Hoff Sommers, Jean Bethke Elshtain, Katie Roiphe et Elizabeth Fox-Genovese, s'identifient ainsi à ce terme,. Pour Miya-Jervis et Zeisler, il s'agit plutôt de « féministes rétrogrades, des femmes qui se sont senties libres de revendiquer l'étiquette « féministe » alors même que leurs livres accusaient le mouvement de ruiner la vie des femmes et de ruiner le plaisir de tout le monde », qui ont accaparé l'attention de la presse et été proclamées porte-paroles des féministes, tandis que les vraies féministes travaillaient dans l'ombre.
Dans les années 1908, des Londoniennes fondent la Ligue nationale anti-suffrage des femmes (en), faisant campagne contre le suffrage féminin aux élections parlementaires, mais non contre celui aux élections locales et municipales. Le mouvement compte 104 antennes dans le pays en 1910. À cette date, il fusionne avec son équivalent masculin (en) pour former la National League for Opposing Woman Suffrage. La loi Representation of the People Act 1918 y met fin en donnant le droit de vote à certaines femmes, étendu de façon égalitaire par la Representation of the People (Equal Franchise) Act 1928 (en).

## Tendances
Mélissa Blais distingue trois grandes tendances dans le mouvement antiféministe, qui peuvent être regroupées sous les appellations d'« antiféminisme ordinaire », d'« antiféminisme religieux et conservateur » et de « masculinisme ». La sociologue québécoise Francine Descarries décrit le premier groupe comme relevant du « sexisme ordinaire », par lequel les partisans de ce mouvement expriment leur désaccord envers l’émancipation des femmes. Le deuxième groupe est celui dans lequel les antiféministes s’en prennent aux mouvements « prochoix », à travers lesquels les féministes expriment leur désir d’autonomie dans les décisions qu’elles prennent vis-à-vis de leur corps, par le biais de moyens contraceptifs ou par le recours, au besoin, à l’avortement. Cette deuxième forme est la plus observable aux États-Unis, où l’avortement est proscrit dans plusieurs États. Finalement, la dernière tendance, le « masculinisme », est une branche de l’antiféminisme par laquelle les antiféministes critiquent le fait que les femmes en général, mais plus précisément les féministes, ont trop de pouvoir au sein de la société. Ce groupe tend à victimiser les hommes et à défendre les intérêts des pères divorcés.

## Arguments historiques antiféministes

### Appels à la nature et à la volonté divine
L’antiféminisme né au milieu du XIXe siècle est un contre-mouvement de pensée et d’action qui s’oppose au féminisme et qui puise son inspiration dans une misogynie historique. Il trouve sa justification dans la défense de la tradition à travers un discours différencialiste sur les sexes selon lequel les fonctions sociales hiérarchisées et complémentaires des hommes et des femmes seraient prescrites par leurs natures spécifiques et/ou la volonté divine.
Dans ce discours, la sphère publique est par nature réservée aux hommes et la sphère privée, où s'accomplissent les fonctions féminines (économie familiale, éducation…), aux femmes.
Tout changement est interprété comme dangereux pour l’ordre social et l’avenir de l’humanité.
S'il repose sur une structure relativement stable, le discours antiféministe s'est recomposé au cours de l'histoire en fonction des enjeux posés par la redéfinition des normes de genre. Ce type de discours est cependant rejeté par la majorité de la communauté scientifique, puisque l'Homme étant un être social, les normes qui l'entourent ne sont pas naturelles. Les travaux d'historiens ont confirmé que les rôles attribués aux hommes et aux femmes changent selon les cultures et les époques et les sociologues et les psychologues ont mis en évidence le caractère socialement construit des différences entre le masculin et le féminin.

#### «Nature» des rôles genrés
L’apparition de nouveaux modèles de féminité s’est traduit par l’émergence de discours dénonçant le risque du « chaos sexuel ». Dans les années 1920, la garçonne apparaît comme une « manifestation de l’égoïsme féminin », retardant sous l’influence des féministes l’âge de son premier enfant à des fins de jouissance, contre l’intérêt de la nation qui promouvait une politique nataliste.
L'apparition des premières étudiantes à la fin du XIXe siècle a donné naissance au qualificatif péjoratif de « cervelines » pour désigner les femmes qui perdaient selon les masculinistes tout attrait du fait de leurs ambitions intellectuelles. Plus encore, leurs nouvelles dispositions les rendraient responsables d'une destruction de la relation sexuelle, de l'amour et du mariage et tuerait le jeu amoureux.
En permettant aux femmes de tenir des rôles sociaux jusque-là considérés comme exclusivement masculins, le féminisme conduirait également pour les antiféministes à une indifférenciation ou à une confusion des sexes ; la masculinisation des femmes ferait ainsi courir un risque aux relations de séduction entre hommes et femmes. Ainsi, le renforcement du pouvoir social des femmes est considéré par des auteurs antiféministes, tels Éric Zemmour, comme un obstacle à la séduction, conçue comme un rapport de force naturellement violent où l’homme devrait tenir le rôle dominant.

#### Stéréotype de la féminité
S’il peut s’appuyer sur la misogynie, l’antiféminisme peut également se faire le défenseur d’une conception de la féminité exclusive de toutes les autres, par exemple en proclamant vouloir « préserver » les femmes de tâches qui seraient contraire à leur « nature ». Ainsi, à la question : « Les mains des femmes sont-elles bien faites pour les pugilats de l’arène publique ? », le sénateur français Alexandre Bérard répondait en 1919, pour s’opposer au droit de vote des femmes, que « Séduire et être mère, c’est pour cela qu’est faite la femme ».
C’est pour défendre une conception biologisante des rôles féminins d’épouse et de mère qu’elle estimait impartis par Dieu que Phyllis Schlafly, issue de la droite chrétienne conservatrice, prit aux États-Unis dans les années 1970 la tête d’une puissante campagne publique contre l’Equal Rights Amendment. Son action fédéra le travail de plusieurs organisations féminines antiféministes — comme l’association « Les femmes contre l’égalité » — qui s’étaient formées en réaction au mouvement de libération des femmes.

### Travail des femmes
L'aspiration de nombreuses femmes à accéder aux professions libérales, dont les plus prestigieuses leur sont alors interdites, provoque à la fin du XIXe siècle l'émergence d'un discours de défense, que les féministes désignent sous le vocable de « masculinisme ». Contre les partisans de la mixité, qui mobilisent des arguments égalitaires et méritocratiques, les « masculinistes » tentent de faire valoir la « spécificité masculine » des professions dont ils entendent interdire l'accès aux femmes. Les avocats mettent ainsi en avant les qualités physiques nécessaires pour défendre son point de vue dans l'arène juridique : prestance, gravité de la voix, improvisation sont autant de caractéristiques présentées comme typiquement masculines et inaccessibles aux femmes. Quelques décennies auparavant, c'est avec des arguments similaires que les opposants américains aux premières oratrices du pays (Fanny Wright, Angelina Grimké...) avaient marqué leur réprobation devant un comportement en rupture avec les qualités attendues d'une lady. L'argumentaire masculiniste est cependant forcé d'évoluer au gré des percées féminines dans des univers autrefois exclusivement masculins. Dans les années 1930, alors que les femmes, admises au barreau, tentent cette fois d'accéder à la magistrature, la plaidoirie est présentée sous un jour nouveau : domaine du sentiment et de l'empathie, présentée comme compatible avec l'univers féminin, elle est construite en opposition à la froide raison du juge, perçue comme intrinsèquement masculine.
La résistance du mouvement ouvrier naissant au travail des femmes est également forte, soit qu'il considère que les femmes, moins bien payées, représentent une concurrence sur le marché du travail, soit qu'il y voie une menace pour l’ordre familial. Pierre Joseph Proudhon, dont l'influence est grande sur le mouvement ouvrier français, justifie par l'infériorité naturelle des femmes le principe d'une différenciation sexuée des rôles sociaux, ce qui lui vaut d'être la cible de la féministe Jenny d'Héricourt. Pour défendre l’interdiction du travail des femmes lors du congrès de Genève de l’Association internationale des travailleurs (1866), les mutuellistes proudhoniens arguent qu’il « doit être énergiquement condamné comme principe de dégénérescence pour la race et un des agents de démoralisation de la classe capitaliste ».
Les antiféministes les plus virulents dénoncent plus largement le principe même du travail des femmes. Dans les milieux catholiques conservateurs maurassiens, la progression de la participation des femmes à la vie publique était considérée comme un facteur d’affaiblissement de la société ou de corruption morale. Après la défaite française de 1940, les théoriciens de la Révolution nationale vichyste comme Henri Massis ou Jean de Fabrègues faisaient du retour des femmes dans les foyers et du rétablissement d’une culture virile le préalable du redressement du pays.

### Droit de vote des femmes
De même que le travail des femmes, le droit de vote était désigné par ses opposants comme un danger pour l'ordre social. À l’apogée du mouvement suffragiste aux États-Unis, l’ancien président Grover Cleveland estimait que le droit de vote des femmes bouleverserait « un équilibre naturel si délicatement ajusté d’après les rôles et les limites de chacun [des deux sexes] qu’il [était] impossible de le troubler sans courir le risque d’un danger social ». Quelques décennies plus tard, l'écrivain Philip Wylie estimait dans son essai Generation of Vipers (1942) que les conséquences désastreuses de la crise des années 1930 étaient le résultat des nouveaux droits accordés aux femmes, et en particulier du droit de vote.
En France, le terme d'antiféminisme devient habituel dans la presse peu avant la Première Guerre mondiale, pour désigner une réaction contre le féminisme. Les personnes se reconnaissaient dans ce mouvement sont contre l'égalité des droits civiques et politiques ; ils réagissaient également contre l'extension des métiers accessibles aux femmes, extension qui commençait à se manifester. Ces antiféministes étaient souvent des polémistes virulents, et ils appartenaient à tous les milieux politiques et socio-économiques. L'antiféminisme reste particulièrement actif dans les années 1920 et 1930, à travers des polémistes, comme Théodore Joran ou Marthe Borély, dont L'Appel aux Françaises et le Génie féminin français sont des pamphlets contre le suffrage féminin.

### Rhétorique réactionnaire
Les chercheuses font souvent appel dans leur description des discours antiféministes aux outils d'analyse fournis par Albert Hischman dans son ouvrage Deux siècles de rhétorique réactionnaire, publié en 1991 et devenu un classique de la sociologie politique,. C'est le cas dans un ouvrage dirigé par Diane Lamoureux, Les antiféminismes. Analyse d’une rhétorique réactionnaire (2015), qui met en évidence l'entrelacement de discours masculinistes d'une part, et de discours transphobes et racistes d'autre part. Ainsi par exemple, un procédé courant de la rhétorique réactionnaire consiste à affirmer l'inutilité du changement social et politique, en vertu de l'axiome d'Alphonse Karr selon lequel « plus ça change et plus c'est la même chose » ; la variante antiféministe de cet argument réactionnaire de l’« inanité » conduit à affirmer « l’impossible égalité dans le couple hétérosexuel ».

## Arguments contemporains antiféministes

### Théorie de la symétrie dans les violences conjugales
Depuis les années 1990, les antiféministes défendent, notamment au Canada, l'idée d'une « neutralité du genre » dans les violences au sein du couple, selon laquelle la proportion de violences contre les hommes aurait été minorée. Ils banalisent le discours selon lequel les femmes seraient aussi violentes que les hommes, tout en tentant de gommer toute allusion au genre dans le vocabulaire utilisé. Selon Molly Dragiewicz, professeur associé en criminologie, les antiféministes n'apprécient pas le lien fait entre violence faite aux femmes et patriarcat ; ils cherchent donc à séparer discussions sur la violence et analyses sur l'inégalité des sexes. Le discours sur les hommes, les femmes et la violence fait au Canada l'objet d'une véritable lutte de pouvoir : « Discourses on women, men, and violence are one location where such struggles are highly visible in Canada. »
Bien que relativement nombreux à faire entendre leur voix,,,,,,,,,,,,, les auteurs de ces thèses restent, selon Dragiewicz et DeKeseredy, minoritaires dans le monde de la recherche.
Par exemple, Don Dutton, chercheur et professeur à l'université de la Colombie-Britannique (UBC), déplore l'impact de ce « paradigme féministe » sur la législation et sur l'issue des litiges familiaux devant les tribunaux. Suivant Dutton, les stéréotypes féministes (gender paradigm) porteraient à croire que la violence conjugale est presque exclusivement le fait des partenaires de sexe masculin, et la violence masculine est d’emblée interprétée comme un instrument pour maintenir le contrôle sur la famille. La violence féminine serait, au contraire, interprétée comme réactionnelle aux efforts de domination masculine. Finalement, les féministes surpondéreraient, d'après lui, le rôle de l'idéologie patriarcale dans la violence familiale au détriment des autres causes : « Various empirically demonstrated etiological contributions to IPV (e.g., learning, attachment, and personality) are ignored, as are correlates of IPV [inter-personal violence] perpetration such as alcohol abuse, depression, reported interpersonal dominance between partners (regardless of gender), and dyadic communication deficits » (p. 3) (traduction : « Diverses contributions étiologiques empiriquement démontrées aux violences interpersonnelles (par ex. : apprentissage, attachement et personnalité) sont ignorées, de même que sont ignorés des corrélats de la perpétration de violences interpersonnelles tels que l'abus d'alcool, la dépression, les liens de domination interpersonnelle entre partenaires (indépendamment du genre), et le déficit de communication dyadique »).

### Arguments de Murray A. Straus
Murray A. Straus (en), professeur américain de sociologie, déplore l'obstruction politique et intellectuelle qu'a entraînée, depuis les années 1990, la prédominance de la théorie féministe explicative de la violence conjugale. À la suite de Graham-Kevan, Straus observe que, malgré une masse écrasante de constatations empiriques contraires (« fully documents overwhelming evidence »), les milieux politiques continuent à croire à l'axiome féministe voulant que la domination patriarcale (« « patriarcha dominance » theory of partner violence ») soit l'explication primale de la violence conjugale.
Très sévère avec les féministes, aussi bien dans les milieux de la recherche que dans les cercles militants, Straus précise que, selon lui, l'explication principale de cette « obstruction épistémologique » est l'application des féministes à dissimuler, nier ou déformer les résultats des études, voire à user d'intimidation et de menaces, y compris dans les milieux scientifiques : « I believe that the predominant cause has been the efforts of feminists to conceal, deny, and distort the evidence. Moreover, these efforts include intimidation and threats, and have been carried out not only by feminist advocates and service providers, but also by feminist researchers who have let their ideological commitments overrule their scientific commitments. » (p. 227-8) Traduction : « Je crois que la cause prédominante a été les efforts des féministes pour dissimuler, nier et déformer les preuves. Par ailleurs, ces efforts incluent intimidation et menaces, et ont été menés non seulement par des défenseurs féministes et des fournisseurs de services, mais aussi par des chercheurs féministes qui ont laissé leurs engagements idéologiques l'emporter sur leur engagement scientifique. »[source insuffisante]

#### Sept tactiques féministes qui s'opposent à «l'objectivité en ce domaine» selon M.A. Straus
Murray A. Straus énumère sept méthodes grâce auxquelles les thèses d'un certain militantisme féministe radical se seraient déployées,.
1. Dissimulation de données : par militantisme ou par peur de représailles, des chercheurs et chercheuses dissimulent des données qui contrediraient l'axiome féministe.
2. Évitement de données : le processus d'investigation est délibérément détourné de façon à éviter que soient enregistrées des données contrevenant à l'axiome. En particulier plusieurs études ne s'adressent qu'à des femmes ou évitent de poser des questions sur les actes violents commis par des femmes.
3. Citation sélective : des auteurs ne citent que les sources montrant les perpétrations masculines ou qui alimentent des thèses féministes adjacentes pourtant contredites par une masse de preuves.
4. Conclure que les résultats d'études corroborent les croyances féministes alors que ce n'est pas le cas.
5. Créer des « preuves par citations » : s'appuyer sur des centaines d'études et de citations publiées dans des revues scientifiques avec comité de lecture, pour valider comme scientifiques des idées désavouées par d'autres[64].
6. Entraver des publications : faire obstruction à la publication de données qui contredisent l'axiome féministe, par exemple en refusant de financer des études de victimisation des hommes, ou des études basées sur l'idée que les violences conjugales ne sont pas spécifiquement liées au genre.
7. Harceler, menacer et sanctionner les chercheurs qui produisent des preuves empiriques contraires à l'axiome féministe.

## Effets de la stigmatisation du féminisme
Danielle Giffort, sociologue à l'université de l'Illinois à Chicago, soutient que la stigmatisation du féminisme créée par les antiféministes a conduit des organisations à adopter un « féminisme implicite », qu'elle définit comme une « stratégie pratiquée par les activistes féministes au sein d'organisations qui opèrent dans un environnement post-féministe dans lequel elles cachent les identités et les idées féministes tout en mettant l'accent sur les angles plus socialement acceptables de leurs efforts ». En raison de la stigmatisation du féminisme, certains militants peuvent prendre les principes du féminisme comme fondement de la pensée et enseigner l'indépendance et l'autonomie des filles et des femmes sans l'étiqueter explicitement avec la marque stigmatisée du féminisme ; c'est le cas par exemple des militants de Girls Rock. Ainsi, la plupart des femmes continuent de pratiquer le féminisme en termes de recherche d'égalité et d'indépendance pour les femmes, tout en évitant l'étiquette de « féministe ».

## Antiféminisme dans le monde

### Arabie Saoudite
En 2019, selon Courrier international, en Arabie Saoudite « une vidéo de la sécurité d’État puis un article de presse avaient affirmé, mardi 12 novembre, que le féminisme allait être considéré comme une forme d’extrémisme, au même titre que l’incitation au terrorisme. Une affirmation rapidement démentie par les autorités, mais qui ne clôt pas le débat,. »

### Canada
En décembre 1989, la ville de Montréal (Canada) est frappée par le premier féminicide de masse. Un homme déclarant haïr les « féministes » abat quatorze étudiantes de Polytechnique Montréal.

### Corée du Sud
L'antiféminisme s'est solidement implanté en Corée du Sud, particulièrement au sein des jeunes générations, et s'accompagne de misogynie, à tel point qu'il y est considéré comme un problème de société. Le féminisme pour de nombreux jeunes hommes n'y est pas vu comme un combat pour l’égalité, mais comme une forme de discrimination à rebours, un mouvement visant à leur retirer leur emploi et leurs opportunités. Malgré les inégalités salariales, qui sont les plus fortes au sein de l'OCDE, un sondage réalisé par un journal local en 2021 fait état de  79 % des jeunes hommes coréens se sentant « sérieusement discriminés » en raison de leur sexe. Un quart d'entre eux se décrivent comme des « guerriers anti-femmes » et font de l'antiféminisme un marqueur essentiel de leur identité.  Le mouvement, d'abord circonscrit à la génération des 20-30 ans et aux communautés internet, s'exprime de façon très agressive et s'est répandu dans les autres tranches d'âge et chez certaines femmes, avant de devenir un argument électoral ayant conduit à la victoire du président actuel, Yoon Suk-yeol.  Le mot même de féminisme est en passe de devenir tabou, et des militantes féministes jugent nécessaire d'intervenir de façon anonyme en raison de réactions de haine et de menaces à leur encontre.